# Russian Roulette (EP)
Russian Roulette este al treilea disc EP al grupului de fete sud-coreean Red Velvet. A fost lansat pe 7 septembrie 2016 de către S.M. Entertainment.
Reprezintă al doilea album al grupului care să conțină atât imaginea 'Red', cât și 'Velvet', după lansarea Ice Cream Cake în 2015. Discul EP constă în 7 melodii, încluzând piesa de titlu "Russian Roulette".

## Listare de melodii
| Nr.             | Titlu                            | Versuri               | Muzică                                                         | Arrangement                                 | Lungime |  |
| 1.              | „Russian Roulette” (러시안 룰렛) | Jo Yun Gyeong         | Albi Albertsson Belle Humble Markus Lindell                    | Albi Albertsson Belle Humble Markus Lindell | 3:31    |  |
| 2.              | „Lucky Girl”                     | Kenzie                | Hayley Aitken Ollipop                                          | Ollipop                                     | 3:23    |  |
| 3.              | „Bad Dracula”                    | Jo Yun Gyeong         | Choi Suk Jin Tomas Smågesjø Nermin Harambasic Courtney Woolsey | Choi Suk Jin                                | 3:08    |  |
| 4.              | „Sunny Afternoon”                | Jeong Ju Hee          | Simon Petrén Andreas Öberg Maja Keuc Kim One                   | Simon Petrén                                | 4:00    |  |
| 5.              | „Fool”                           | 1월8일 (Jam Factory)  | Malin Johansson Josef Melin                                    | Malin Johansson Josef Melin                 | 3:53    |  |
| 6.              | „Some Love”                      | Kenzie                | Kenzie                                                         | Kenzie                                      | 3:16    |  |
| 7.              | „My Dear”                        | Hwang Hyun (MonoTree) | Hwang Hyun (MonoTree)                                          | Hwang Hyun (MonoTree)                       | 3:34    |  |
| Lungime totală: | Lungime totală:                  | Lungime totală:       | Lungime totală:                                                | Lungime totală:                             | 24:45   |  |

## Clasamente
| Clasament (2016)           | Poziție de vârf |
| -------------------------- | --------------- |
| Japanese Albums (Oricon)   | 40              |
| South Korean Albums (Gaon) | 1               |

| Clasament (2016)           | Poziție de vârf |
| -------------------------- | --------------- |
| South Korean Albums (Gaon) | 4               |

## Vezi și
- SM Entertainment
- Kpop